# Asura avernalis
Asura avernalis là một loài bướm đêm thuộc phân họ Arctiinae, họ Erebidae.